# روبرت روگالسکی
روبرت روگالسکی (لهستانی: Robert Rogalski؛ ‏ ۱۵ دسامبر ۱۹۲۰–۴ ژوئیهٔ ۲۰۲۰) بازیگر اهل لهستان است.
از فیلم‌ها یا مجموعه‌های تلویزیونی که وی در آن‌ها نقش داشته‌است، می‌توان به سرنوشت‌های لهستانی، شخص خیلی مهم، خانه، کشیشان، ولین، ورشو ۴۴، عواقب و خوبال اشاره نمود.